# Goera antigone
Goera antigone is een schietmot uit de familie Goeridae. De soort komt voor in het Oriëntaals gebied.